# Куржак (иней)
Куржа́к — пробка из обледеневшего снега, которая образуется в вентиляционных трубах жилых домов в зимний период времени. Причины: либо постоянная низкая температура (менее −20 °C), когда в течение длительного времени тёплый воздух из вентиляционной шахты подтапливает снежный слой и обледеневает, либо ночное обледенение подтаявшего на солнце снега в вентиляционной трубе при резких перепадах температуры ранней весной.
Для предотвращения появления куржака над вентиляционной трубой устанавливается грибкообразный «зонт», как правило, металлический. Следует помнить, что низко установленный зонт, напротив, способствует конденсированию паров воздуха и появлению куржака. Правильная высота зонта — 0,6-1 диаметр от вентиляционного канала. То есть если диаметр трубы 200 мм, то высота зонта над устьем вентиляционной трубы должна быть 120—200 мм.
Само это слово произошло от распространённого в Сибири  названия инея. «Тогда зверолов узнаёт присутствие медведя по деревьям. Так, если зверолов видит на дереве куржак, то есть не сверху ветвей дерева, а снизу оных от того тепла животного, которым веет от медведя, лежащаго в берлоге, то тут как бы ни был сглажен снег, берлога должна быть».
КУРЖА, КУРЖАВЕНЬ, КУРЖАК, КУРЖЕВЕНЬ, КУРЖЕВИНА, КУРЖЕХА, КУРЖУХА — (арх.) изморозь, иней на деревьях, замёрзшие испарения на деревянной постройке; куржаветь, куржеветь индеветь; позакуржить подёрнуться инеем. Самойлов К. И. Морской словарь. М. Л.: Государственное Военно морское Издательство НКВМФ Союза ССР, 1941